# Мемориальный онкологический центр имени Слоуна — Кеттеринга

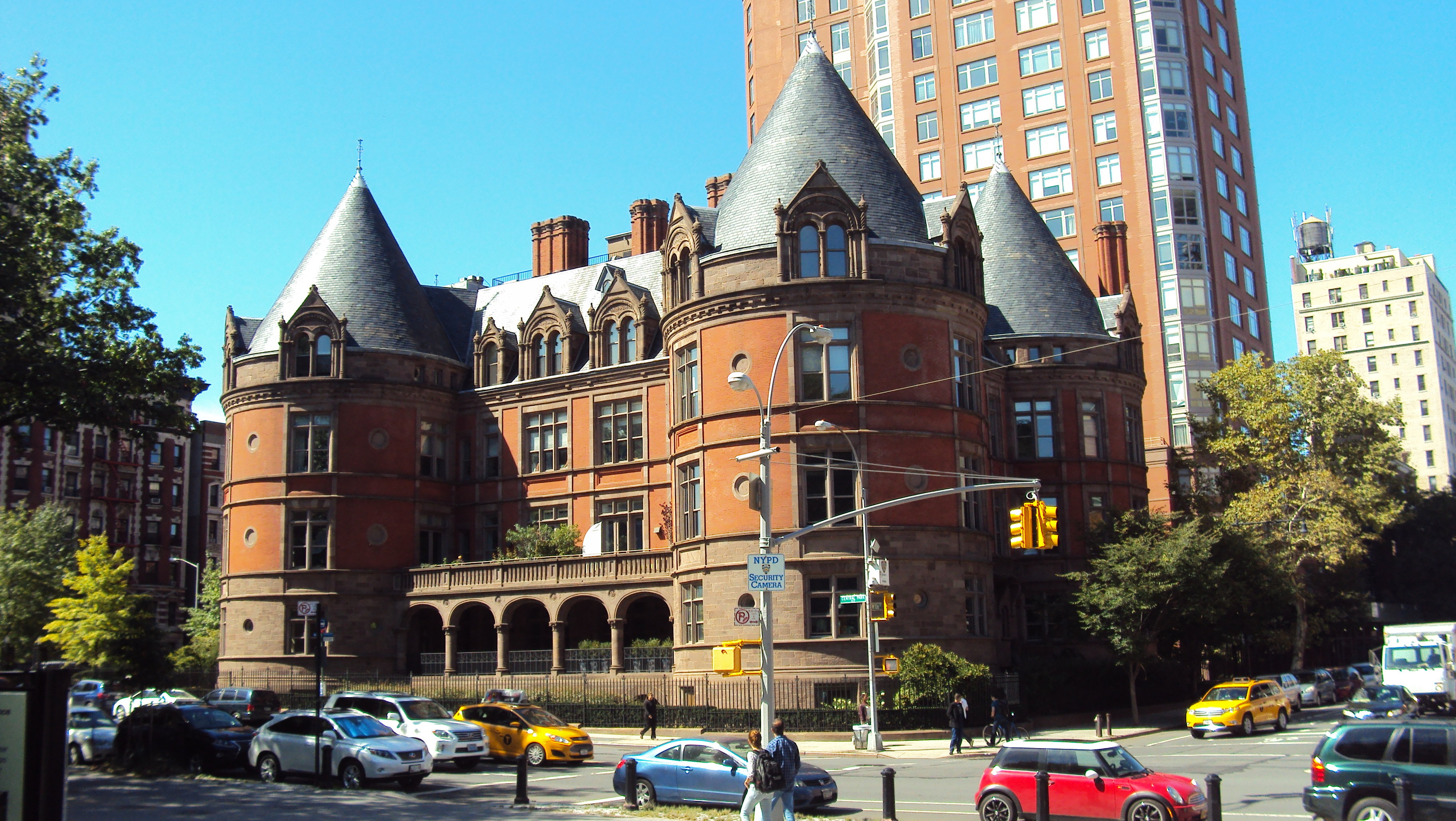
Здание Нью-Йоркской онкологической больницы в Манхэттене, построенное между 1884 и 1886 годами. В настоящее время является жилой недвижимостью.

Мемориальный онкологический центр им. Слоуна — Кеттеринга (англ. Memorial Sloan Kettering Cancer Center, (сокр.) MSK или MSKCC) — онкологический центр, который занимается лечением и изучением рака в Нью-Йорке, США. Центр был основан в 1884 году как Нью-Йоркская онкологическая больница (англ. New York Cancer Hospital). Его главный кампус расположен на Манхэттене, по адресу Йорк авеню, 1275, между 67-й и 68-й улицами.

## История

### 1884—1934: Нью-Йоркская онкологическая больница
Мемориальный центр был основан в Верхнем Вест-Сайде Манхэттена в 1884 году как Онкологическая больница Нью-Йорка. Среди основателей центра были Джон Джейкоб Астор III и его жена Шарлотта. Лечащим хирургом был назначен Уильям Б. Коли, который впервые использовал иммунотерапию для борьбы с опухолями.
Роза Готорн, дочь писателя Натаниэля Готорна, проходила подготовку в больнице летом 1896 года, прежде чем основать свой орден Доминиканских сестёр Готорн.
В 1899 году название центра было изменено на «Общая мемориальная больница по лечению рака и сопутствующих заболеваний» (англ. General Memorial Hospital for the Treatment of Cancer and Allied Diseases).
Около 1910 года своё сотрудничество с Мемориальной больницей начал профессор медицинского колледжа Корнелльского университета Джеймс Юинг. Промышленник и филантроп Джеймс Дуглас выделил $100,000 на оборудование двадцати койкомест для клинических исследований, а также покупку оборудования для работы с радием и клинической лаборатории. Энтузиазм и финансовая поддержка Дугласа вдохновили Юинга на то, чтобы стать одним из пионеров радиотерапии. Вскоре Юинг принял на себя руководство клиническими и лабораторными исследованиями в больнице.
В 1916 году больница была опять переименована: из названия убрали слово "общая", и она стала известна просто как Мемориальная больница (англ. Memorial Hospital).
Первая в США программа дополнительного специализированного медицинского обучения (fellowship training) была создана в Мемориальной больнице в 1927 году и была профинансирована Рокфеллерами.
В 1931 году в отделении радиотерапии была установлена самая мощная на тот момент рентгеновская трубка, на 900 киловольт. Трубка создавалась компанией General Electric на протяжении нескольких лет.
Также в 1931 году Юинг был официально назначен президентом больницы, хотя фактически уже исполнял эти обязанности до этого. Его фотография была размещена на обложке журнала Time с подписью «Человек рака Юинг». Сопроводительная статья описывала его роль как одного из самых заметных онкологов того времени.
Юинг проработал в Мемориальной больнице до своего выхода на пенсию в 1939 году. Под его руководством учреждение стало образцом для других раковых центров в США, сочетая лечение пациентов с клиническими и лабораторными исследованиями. Роллинс Эмерсон сказал о Юинге так: «Каждая организация — это лишь удлинённая тень одного человека. Доктор Юинг — это Мемориальная больница».

### 1934—1980: Мемориальная больница и Институт им. Слоуна — Кеттеринга

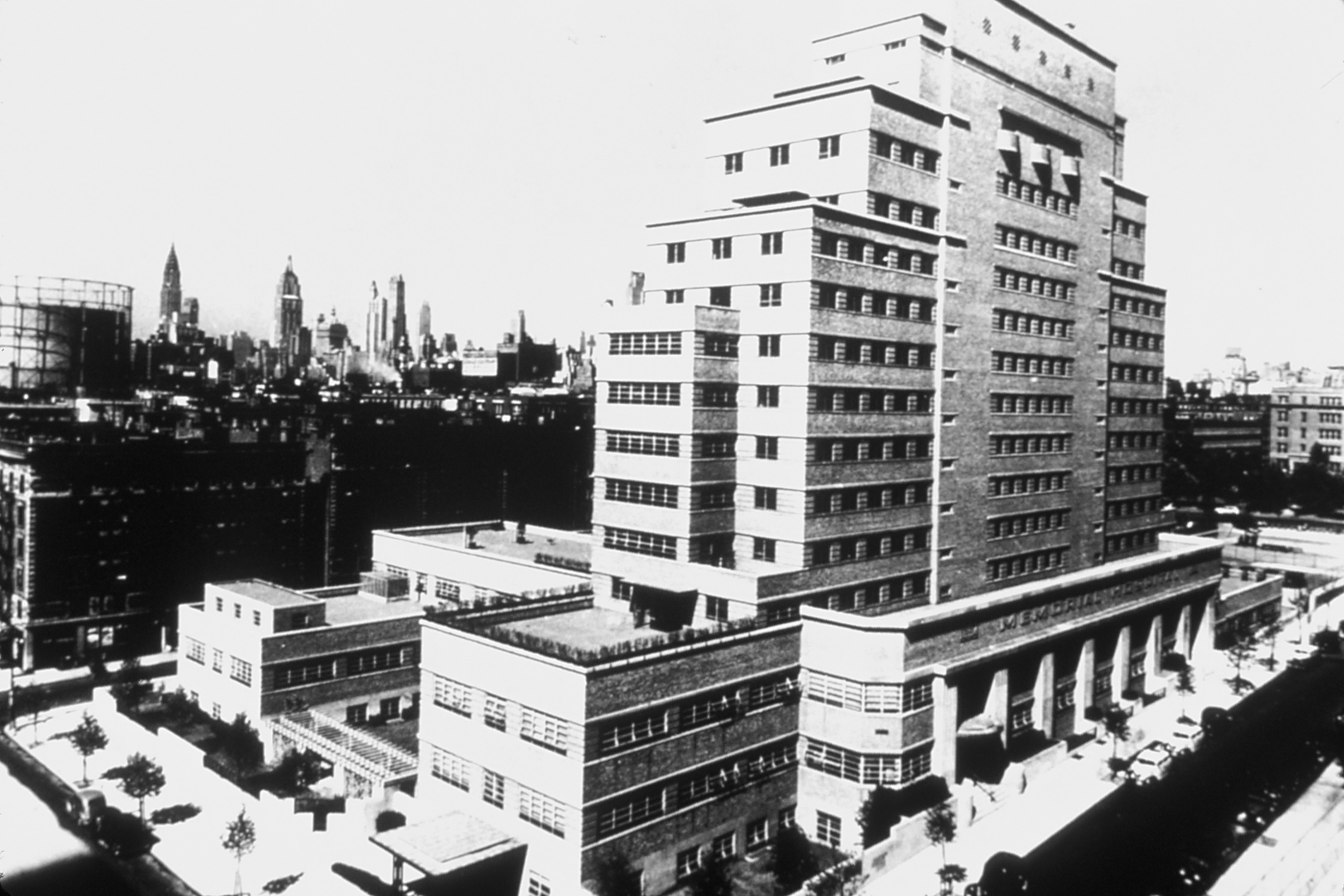
Здание Мемориальной больницы, возведённое между 1936 и 1939 годами на Йорк авеню

В 1934 году Джон Д. Рокфеллер-младший пожертвовал землю на Йорк авеню для нового места расположения больницы. Ещё через два года он подарил Мемориальной больнице $3,000,000 и больница начала свой переезд на новое место. Мемориальная больница официально открылась на новом месте в 1939 году.
В 1945 году председатель General Motors Альфред П. Слоун через свой фонд пожертвовал $4,000,000 на создание Института исследований рака им. Слоуна — Кеттеринга. А вице-президент и директор по исследованиям General Motors, Чарльз Ф. Кеттеринг согласился лично курировать организацию программы по исследованию рака. Первоначально независимый исследовательский институт был построен рядом с Мемориальной больницей.
В 1948 году директором Мемориальной больницы стал Корнелиус П. Роадс (Cornelius P. Rhoads). Роадс работал над программами химического оружия для армии США во время Второй мировой войны, где обнаружил, что азотистые иприты потенциально могут быть использованы как лекарства от рака. Он обеспечивал сотрудничество между клиницистом Джозефом Х. Бурченалем (Joseph H. Burchenal), Гертрудой Б. Элайон и Джорджем Г. Хитчингсом из Burroughs Wellcome, который  открыл меркаптопурин. Это сотрудничество привело к разработке и впоследствии к широкому применению этого противоракового средства.:91–92
С середины 1950-х до середины 1960-х годов Честер М. Саутем (Chester M. Southam) провёл в центре первые клинические испытания по виротерапии и иммунотерапии рака. Однако он проводил свои исследования на людях без их информированного добровольного согласия. Он делал это как со своими, так и с пациентами других врачей, а также с заключёнными. В 1963 году некоторые доктора раскритиковали отсутствие согласия пациентов в его экспериментах и доложили на него регентам Университета штата Нью-Йорк, которые признали Саутема виновным в мошенничестве, обмане и непрофессиональном поведении и дали ему один год испытательного срока. Эксперименты Саутема и его дело у регентов освещались газетой New York Times.
В 1960 году Мемориальный онкологический центр им. Слоуна — Кеттеринга был сформирован как новая корпорация для координации двух учреждений. Президентом центра стал Джон Хеллер (John Heller), бывший директор Национального института онкологии США.
К концу 1960-х годов, когда педиатрическая онкология начала делать первые успехи, Мемориальный центр открыл амбулаторную дневную поликлинику, отчасти для работы с растущим числом выживших после рака.
В начале 1970-х Бурченаль и Бенно Шмидт, профессиональный инвестор и попечитель Мемориального центра, были назначены членами президентской комиссии, которая инициировала Войну против рака англ. War on Cancer.:184 Когда в 1971 году Конгресс принял Национальную программу борьбы с раком англ. National Cancer Act, центр был назван одним из трёх ключевых комплексных онкологических центров в США.
В 1977 году Джимми Холланд основала в центре постоянную психиатрическую службу, призванную помогать людям, больным раком, справляться с болезнью и её лечением.  Это была одна из первых подобных программ, которая положила начало области психоонкологии.

### С 1980-го по настоящее время: Мемориальный онкологический центр им. Слоуна — Кеттеринга
В 1980 году Мемориальная больница и Институт им. Слоуна-Кеттеринга официально объединились в единое целое под названием
«Мемориальный онкологический центр им. Слоуна-Кеттеринга».
В 2000 году центр возглавил бывший директор Национальных институтов здравоохранения США Харолд Вармус. Во время его пребывания на должности были построены новые объекты, укреплена связь между клиническим и исследовательским отделами МСК, а также налажено сотрудничество с другими учреждениями, такими как медицинский колледж Вейл Корнелл и Рокфеллеровский университет.
Онколог и исследователь Крейг Б. Томпсон (Craig B. Thompson) был назначен президентом центра в 2010 году. В следующем, 2011, году Мемориальный центр занял третье место в списке самых успешных некоммерческих организаций с точки зрения одобренных FDA препаратов и вакцин, пропустив вперёд Национальные институты здравоохранения и Калифорнийский университет.
В 2012 году Томпсон назначил Хосе Базельгу (José Baselga) главным врачом клинической части центра. В том же году было объявлено о сотрудничестве с IBM Watson с целью разработки новых инструментов и ресурсов для более точной диагностики и рекомендаций пациентам. Директор исследовательской части центра, SKI, Джоан Массагуэ (Joan Massagué) был назначен в 2013 году.

## Другие объекты и программы

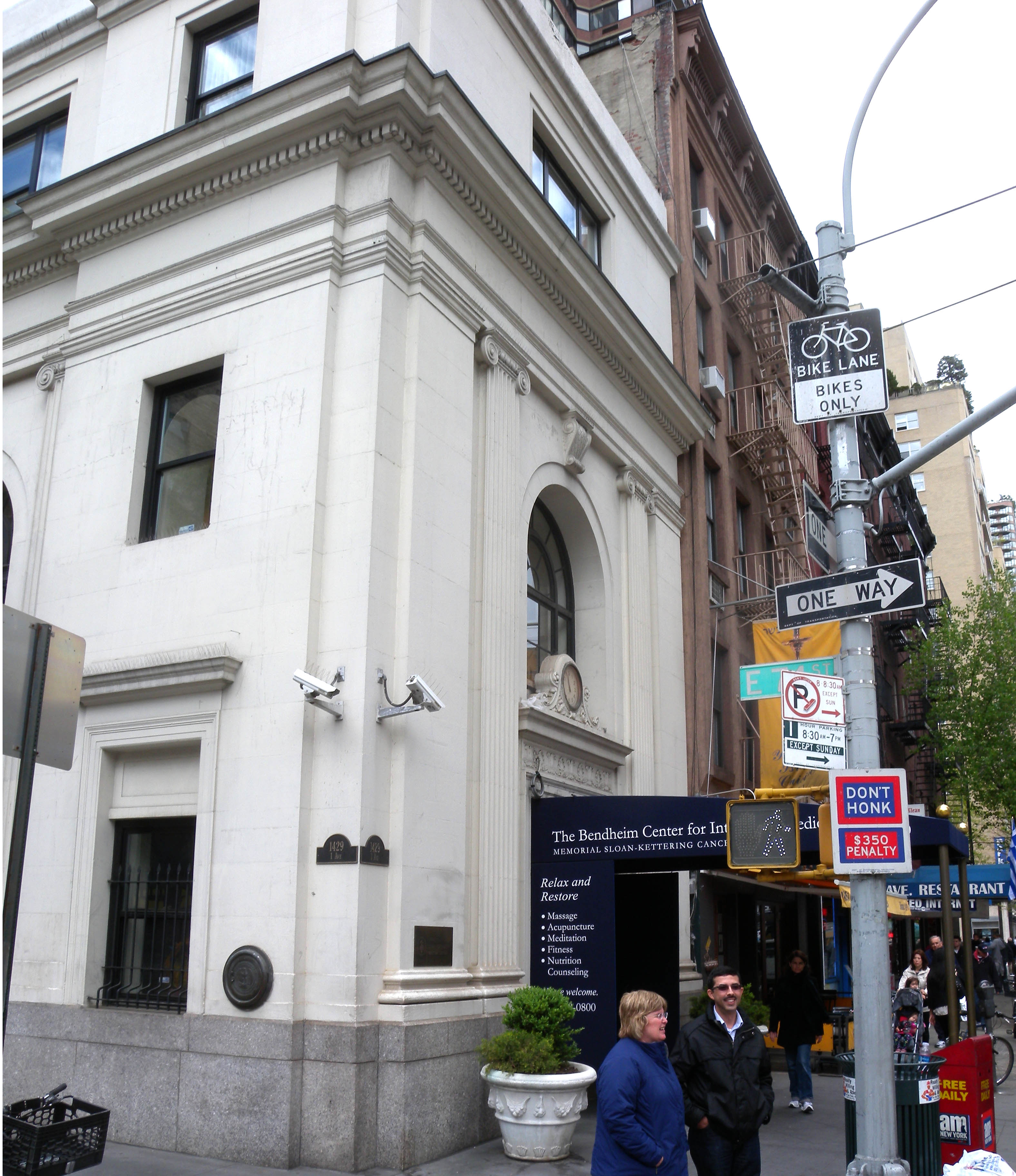
Центр интегративной медицины Bendheim Integrative Medicine Center

Центр интегративной медицины Bendheim Integrative Medicine Center Мемориального онкологического центра им. Слоуна-Кеттеринга расположен в Манхэттене по адресу 429 First Avenue, на East 74 Street. Бывшее здание банка было построено архитекторами Перкинсом и Уильямом. Оно было реконструировано для использования центром в 1997 году.
В 2005 году Луис Герстнер открыл в Мемориальном центре Высшую школу биомедицинских наук (англ. Graduate School of Biomedical Sciences), целью которой является углубление исследований за счёт внедрения интерактивных и инновационных технологий.
В партнёрстве с Рокфеллеровским университетом и медицинским колледжем Вейл Корнелл центр ведёт программу обучения MD–PhD (доктор медицины и философии). Эта биомедицинская программа использует преимущество близкого расположения этих трёх учреждений для сотрудничества в области биомедицинских исследований. Также существует аналогичная программа в области вычислительной биологии и медицины.

## Репутация
В 2015 году организация Charity Watch присвоила Мемориальному онкологическому центру им. Слоуна-Кеттеринга рейтинг "А". Руководители Благотворительной организации получили вознаграждение в размере от $2,107,939 до $2,639,669. Директор Крейг Томпсон получил $2,554,085.
Журнал U.S. News & World Report поставил центр на второе место в США среди онкологических учреждений в 2015-2016 годах и в 2017 году.

## Достижения
В июне 2022 года онкологи центра Слоуна — Кеттеринга Луис Диас и Андреа Черчек опубликовали в Медицинском журнале Новой Англии результаты исследования, которое показало 100-процентную эффективность экспериментального препарата Достарлимаб (торговое наименование — «Jemperli») в лечении рака прямой кишки.
По заявлению авторов, это первый известный им случай испытания противоракового препарата, приведший к такому высокому результату.